# Битва на Неретве
Битва на Неретве (сербохорв. Bitka na Neretvi / Битка на Неретви) — наступательные и оборонительные действия Оперативной группы дивизий (ОГД) Верховного штаба Народно-освободительной армии Югославии (НОАЮ) в ходе цикла антипартизанских операций германских, итальянских и усташско-домобранских войск под условным названием «Вайс» (нем. Operationszyklus «Weiß») в период с 9 февраля по 23 марта 1943 года. В югославской и советской историографии цикл операций «Вайс» также известен как «Четвёртое вражеское наступление» (сербохорв. Četvrta neprijateljska ofanziva / Четврта непријатељска офанзива).
Битва на Неретве имела стратегическое значение и явилась одним из самых крупных и тяжёлых сражений Народно-освободительной войны в Югославии. Велась на территории Боснии и Герцеговины в районе Бугойно — Сараево — Невесине — Любушки — Имотски — Ливно — Гламоч. В ходе боевых действий сражение переросло в битву партизанских дивизий за спасение своих раненых в долине рек Рамы и Неретвы.
Югославские военные историки разделяют боевые действия Оперативной группы дивизий на три этапа. На первом этапе (9—26 февраля), в частности, ОГД нанесла контрудар по итальянским военным гарнизонам в долине рек Рамы и Неретвы, а также вела бои за перевал Иван-Седло и город Кониц. В ходе второго этапа (27 февраля — 5 марта) происходила перегруппировка ОГД, велись оборонительные бои к северу от Прозора и был нанесён партизанский контрудар по противнику на угрожаемом направлении около города Горни-Вакуф. В ходе третьего этапа (6—22 марта) ОГД форсировала Неретву, пробилась в Восточную Герцеговину и разбила группировку Югославской армии на родине (ЮВуО, также четники) у Главатичева, Невесиня и Калиновика.
Боевые действия велись в сложных зимних условиях в малонаселённой, труднодоступной горной лесистой местности, пересечённой каньонами рек. Положение партизан усугублялось голодом и эпидемией тифа. Их манёвренность сковывали несколько тысяч раненых и больных. Несмотря на это ОГД, понеся большие потери, в итоге сорвала планы многократно превосходящих сил стран «оси» по её уничтожению. После битвы инициатива в противостоянии НОАЮ и четников целиком перешла к партизанам.

## Предыстория

### События, предшествовавшие битве на Неретве
В результате Бихачской операции НОАЮ в период 29 октября — 20 ноября 1942 года были освобождены города Бихач, Босанска-Крупа, Цазин, Слунь и ряд сельских населённых пункта. К зиме 1942 года контролируемая партизанами территория так называемой Бихачской республики занимала площадь около 50 000 км² и охватывала в итальянской и немецкой зонах военной ответственности Независимого государства Хорватия (НГХ) целые области — Боснийскую Краину, Лику, Кордун и Банию, — простираясь на севере до Карловаца, а на юге до Макарской ривьеры и Адриатики. 26 ноября в Бихаче состоялось учредительное собрание Антифашистского вече народного освобождения Югославии (АВНОЮ), провозгласившее себя представителем народных масс и общеполитическим органом народно-освободительного движения. На вече были приняты решения о сохранении права частной собственности и проведении всеобщих свободных выборов по окончании войны. Новый политический курс КПЮ расширил базу народно-освободительного движения. Ещё до учреждения АВНОЮ, в начале ноябре 1942 года, партизанские вооружённые силы были реорганизованы, сведены в 8 дивизий и приобретали черты регулярной армии. Успехи партизан способствовали укреплению народно-освободительного движения и подрыву политического режима усташей в НГХ.
Выражая обеспокоенность растущей угрозой со стороны НОАЮ, министр иностранных дел НГХ Младен Лоркович и начальник Генерального штаба Иван Прпич 20 ноября во время встречи с уполномоченными германского и итальянского командования обратились с просьбой о скорейшем проведении крупной операции в Кордуне и Бании с целью устранения непосредственной угрозы столице государства. Ими также была высказана надежда на проведение весной 1943 года крупной антипартизанской операции в Западной Боснии.
Наряду с НОАЮ, другой вооружённой силой движения Сопротивления на югославских землях были четники, руководимые генералом Драголюбом Михайловичем. С ноября 1941 года между четниками и партизанами велась гражданская война. Командование четников видело в НОАЮ своего непримиримого врага. В свою очередь итальянское командование в лице генерала Роатты также рассматривало партизан в качестве основной угрозы оккупационному режиму. На этой основе с начала 1942 года командование четников проводило политику тактического коллаборационизма с итальянскими властями, получая взамен разнообразную военную и материальную помощь. Большинство сил четников в итальянской зоне военной ответственности НГХ были легализованы и входили в состав итальянских вспомогательных войск — Антикоммунистической добровольческой милиции под командованием воеводы Трифуновича-Бирчанина. Их численность составляла 19—20 тысяч человек. При поддержке итальянской стороны сфера военно-политической активности четников с лета 1942 года охватывала Черногорию, а также итальянскую зону военной ответственности в НГХ — Герцеговину и часть Восточной Боснии. В Черногории располагался штаб командующего ЮВуО. Кроме военных действий против партизан, активность четников была направлена против сил НГХ.
Ключевой целью стратегии обоих движений Сопротивления была Сербия. Для Верховного штаба НОАЮ главной задачей являлось овладеть Сербией, а для Верховного командования ЮВуО — удержать её под своим контролем.
Угроза, которую представляли действия партизан и усиление четников, становилась более весомой в свете перелома в войне на Средиземноморском театре военных действий, произошедшего в результате поражения немецко-итальянской группировки войск во Втором сражении при Эль-Аламейне и высадки союзных войск в Марокко и Алжире. Территория Хорватии занимала ключевое положение на Балканах. Её значительную часть контролировали партизаны. В сопредельных областях располагались крупные силы четников. Главнокомандующий на Юго-Востоке опасался, что НОАЮ в Западной Боснии и войска четников генерала Михайловича в Черногории и Восточной Герцеговине могут оказать поддержку высадке войск западных союзников на Балканах. 7 декабря 1942 года свои опасения ввиду развития событий на Балканах выразил Гитлер, предполагавший возможную высадку войск западных союзников в Южной Греции. Партизаны Тито и четники Михайловича в таком случае могли поставить под угрозу снабжение германских войск на линии коммуникаций Загреб — Белград — Ниш.

### Замысел и планы командования оккупационных войск
В течение декабря 1942 — января 1943 годов в ходе серии совещаний на уровне немецкого и итальянского военно-политического руководства было достигнуто соглашение о проведении масштабной «акции прочёсывания» (нем. Säuberungsoperation) — цикла антипартизанских операций под условным названием «Вайс» для стабилизации НГХ, которому угрожал внутренний коллапс. Исполнить цикл операций предстояло в три этапа. В ходе первого (операция «Вайс-1») планировалось уничтожить главные силы НОАЮ, ликвидировать так называемое «государство Тито» (нем. Tito-Staat) и восстановить контроль над территорией юго-восточнее рек Купа и Сава и западнее реки Уна. Замысел операции «Вайс-1» по существу повторял предложение генерала Прпича по ликвидации партизанских сил в Кордуне, Бании и части Западной Боснии. На втором этапе — операция «Вайс-2» — ставилась задача уничтожить соединения и отряды партизан, которым удалось бы уйти из-под удара, а также дислоцирующиеся южнее линии Босански-Петровац — Ключ — Мрконич-Град. На заключительном этапе — операция «Вайс-3» — предполагалось истребить оставшиеся партизанские формирования и разоружить четников в Герцеговине, Далмации, а затем в Черногории.
В соответствии с директивами ОКВ от 16 декабря 1942 года, требовавшими применения в «борьбе с бандами» самых жестоких мер, приказ командующего немецкими войсками в Хорватии генерала Лютерса от 12 января 1943 года объявлял вне закона всех захваченных в зоне боевых действий и предусматривал депортацию гражданских лиц мужского пола в возрасте от 15 до 50 лет. Вместе с тем представитель вермахта в Хорватии генерал Эдмунд Глайзе-Хорстенау добился у генерала Лёра смягчения первоначальных мер. По его предложению пленных надлежало отправлять на принудительные работы в Германию, а также создавать из их числа резерв заложников, чтобы иметь под рукой «сообщников» для использования в последующих репрессивных акциях. Всего предполагалось отправить в лагеря около 22 500 человек. При этом дивизиям спускалась разнарядка отобрать по 150 авторитетных пленных для последующего обмена с повстанцами и 300 для «карательных мер» (нем. Sühnemaßnahmen).

### Операция «Вайс-1»

#### Оперативный замысел и силы сторон
Детали плана операции «Вайс-1» были согласованы на совещании в Загребе 9 января 1943 года, в котором участвовали главнокомандующий немецкими войсками на Юго-Востоке генерал Лёр, командующий немецкими войсками в Хорватии генерал Лютерс, командующий итальянской 2-й армией генерал Роатта и командующий итальянским 5-м армейским корпусом генерал Глориа.
Согласно замыслу операции, выделенные для участия в ней войска предстояло сосредоточить вокруг района Карловац — Огулин — Госпич — Оточац — Сански-Мост — Петриня. Затем в течение двух дней следовало рассечь его быстрым продвижением 7-й горнопехотной дивизии СС «Принц Евгений» на направлении Карловац — Слунь — Бихач — Врточе, 717-й пехотной дивизии на направлении Сански-Мост — Ключ — Босански-Петровац — Врточе и итальянской 12-й пехотной дивизии «Сассари» по направлению Грачац — Кулен-Вакуф — Врточе. Остальные соединения наступали на флангах двух главных направлений операции, замыкая и стягивая кольцо окружения вокруг партизанских сил. 369-й пехотной дивизии надлежало продвигаться с севера на направлении Приедор — Босански-Петровац и обеспечить здесь смычку с левым флангом дивизии СС «Принц Евгений». Сектор между 369-й и 717-й пехотными дивизиями (Босански-Нови — Приедор) блокировала и зачищала от партизанских формирований 714-я пд. Итальянские дивизии наступали из Центральной и Северной Далмации: дивизия «Ломбардия» — на направлении Огулин — Слунь, дивизия «Ре» — Госпич — Босански-Петровац. Итальянцы должны были прикрыть правый фланг дивизии СС «Принц Евгений» и, соединившись с ней, замкнуть южный сегмент окружения. На заключительном этапе операции предстояло концентрическим наступлением уничтожить войска НОАЮ в окружённых районах на горах Грмеч и Плешевица.
По информации Белградского военно-исторического института, в операции «Вайс-1» задействовались:
- немецкий корпус «Хорватия» (соединения, подчинённые командующему немецкими войсками в Хорватии[28]): 7-я добровольческая горнопехотная дивизия СС «Принц Евгений», 369-я пехотная дивизия, оккупационные 714-я и 717-я пехотные дивизии (пд)[К 5], один полк 187-й пехотной дивизии, а также приданные корпусу две домобранские бригады[К 6]. Общая численность составляла около 57 000 человек[20];
- итальянский 5-й армейский корпус в составе трёх пехотных дивизий: 13-я «Ре», 57-я «Ломбардия» и 12-я «Сассари»; приданные семь усташских и домобранских батальонов, а также Книнская и Герцеговинская группы четников (соответственно около 2000 и 3000 человек). Общая численность — около 38 000 человек[20][33]. По данным немецкого историка Клауса Шмидера[нем.], каждая из итальянских дивизий выделила для участия в операции по полковой боевой группе[34].

Поддержку с воздуха оказывали 14 авиационных эскадрилий, насчитывающие 150 самолётов. В отличие от предыдущей совместной масштабной немецко-итальянской операции «Трио» действия сухопутных войск обеспечивали не только итальянские ВВС, но и 100 немецких и хорватских самолётов авиационного командования «Вайс» (нем. Fliegerführer «Weiß»).
Площадь района операции составляла около 13 000 км², а его периметр достигал 350 км. Однако из-за недостаточной численности войск планируемым окружением намечалось охватить менее половины территории, контролировавшейся партизанами. По оценке историка Клауса Шмидера, войскам стран «оси» противостояли, несмотря на эпидемию тифа, свирепствовавшую в этих местах, около 25—30 тысяч испытанных в боях, относительно хорошо вооружённых и, «в сравнении с последующими фазами цикла операций, отдохнувших и сытых бойцов». По югославским данным, 1-й Хорватский и 1-й Боснийский корпуса, участвовавшие в оборонительных боях во время операции «Вайс-1», насчитывали около 26 тысяч человек.
Основные силы НОАЮ в Хорватии накануне операции «Вайс-1» были объединены в три крупные формирования: 1-й Хорватский корпус, 1-й Боснийский корпус и ОГД Верховного штаба НОАЮ (ВШ).
- 1-й Хорватский корпус, командир Иван Гошняк. Общая численность 15 500 человек:
  - 6-я Ликская пролетарская дивизия (1-я, 2-я и 3-я бригады) располагалась на линии Чудин-Кланац — Грачац;
  - 7-я Банийская дивизия (7-я, 8-я и 16-я бригады) и Банийский партизанский отряд находились на освобождённой территории Бании и контролировали линию фронта Костайница — Суня — Петриня — Глина;
  - 8-я Кордунская дивизия (5-я и 15-я бригады) располагалась на направлении Карловац — Слунь, а её 4-я бригада действовала на Жумбераке совместно с 13-й Пролетарской бригадой;
  - Кордунский партизанский отряд оборонял направление со стороны Карловаца от Кораны до Мрежницы;
  - Приморско-Горанская группа (6-я и 14-я бригады) с Ликским партизанским отрядом дислоцировались в районе населённого пункта Плашки[20][38].
- 1-й Боснийский корпус, командир Коста Надь. Общая численность 11 500 человек:
  - 4-я Краинская дивизия (2-я и 5-я бригада) была расположена на Козаре. Её 6-я бригада прикрывала направление Сански-Мост — Босанска-Крупа;
  - 5-я Краинская дивизия (1-я, 4-я и 7-я бригады) находилась в районе Босански-Нови, преимущественно на правом берегу реки Саны;
  - 9-я Краинская бригада блокировала направление Босански-Нови — Оток;
  - Сводная (сербохорв. Kombinovana, с 4 февраля 1943 года 10-я Краинская бригада) — на направлении Босанско-Грахово — Книн;
  - 3-й Краинский партизанский отряд[20][38].
- ОГД ВШ в составе трёх дивизий, численность около 14 000 человек:
  - 1-я Пролетарская дивизия (1-я Пролетарская, 3-я Пролетарская Санджакская и 3-я Краинская пролетарская бригады) дислоцировалась в районе Прнявора, Теслича и Баня-Луки;
  - 2-я Пролетарская дивизия (4-я Пролетарская Черногорская и 7-я Краинская бригады) — в районе Босанско-Грахово, а её 2-я Далматинская бригада — на направлении Дувно — Имотски;
  - 3-я Ударная дивизия (1-я Далматинская, 5-я Пролетарская Черногорская и 10-я Герцеговинская бригады) находилась в районе Травник — Жепче — Зеница[20].

9-я Далматинская дивизия пребывала в состоянии формирования в зоне Биоково — Имотски — Любушки.
Соединения ОГД дислоцировались за пределами района операции «Вайс-1».
К началу немецкой операции Верховный штаб НОАЮ располагал разведывательными сведениями о приготовлениях противника. Так, историк Клаус Шмидер отмечает, что Тито «не позднее 10 дней до начала наступления» был осведомлён о намерениях своих противников. Партизанское командование, однако, не имело подробной информации о планируемом наступлении. В этих условиях соединениям и партизанским отрядам было дано указание о разрушении мостов, дорог, устройстве засад на угрожаемых направлениях. В ходе боевых действий от партизан требовалось применять гибкую оборону, нанося удары во фланги и тыл наступающих колонн. Принятые меры с первого дня операции «Вайс-1» значительно осложнили действия немецких и итальянских войск.

#### Этапы операции «Вайс-1»
Операция «Вайс-1» проводилась в два этапа. На первом, с 20 по 31 января 1943 года, боевые действия велись на Кордуне, Бании, в Лике и Боснийской Краине. Второй этап охватывал период с 1 по 15 февраля. В это время происходили завершающие боевые действия в Лике и Боснийской Краине. При этом ареной основного противостояния стала гора Грмеч.
В югославской историографии цикл операций «Вайс» также называют «Четвёртым вражеским наступлением», а действия партизанских соединений в процессе отражения операции «Вайс-1» описываются как оборонительные действия 1-го Хорватского и 1-го Боснийского корпусов НОАЮ.

#### Боевые действия и итоги операции «Вайс-1»
Операция «Вайс-1» началась утром 20 января 1943 года наступлением на партизанскую территорию, основным очагом сопротивления которой, по оценке немцев, была природная крепость «коммунистического государства» — гора Грмеч. Однако не всё развивалась согласно плану. Сказалась недооценка разработчиками боеспособности партизан и сложных условий местности, что отразилось на сроках решения поставленных задач. Кроме того вскоре выяснилось, что главная группировка Верховного штаба находится за пределами района, предназначенного для окружения. Согласно сведениям, которые приводит историк Клаус Шмидер, итальянские 18-й и 6-й корпуса зафиксировали в декабре 1942 года перемещение частей ОГД на восток, однако, вероятно, эти данные не были переданы немецкой стороне.
На главных встречных направлениях действовали 7-я горнопехотная дивизия СС «Принц Евгений», наступавшая из Карловаца, и 717-я пехотная дивизия, продвигавшаяся на соединение с эсэсовцами из района Баня-Луки — Мрконич-Града. Остриё наступления этих дивизий было устремлено к cелу Врточе, где они должны были замкнуть кольцо окружения вокруг партизанских сил. Главная роль при этом отводилась дивизии СС «Принц Евгений». Она должна была преодолеть уже в первые 24 часа 80 км сложной горной местности, занять Бихач и рассечь партизанскую территорию на две части.
Основные силы 7-й горнопехотной дивизии СС «Принц Евгений» наступали при поддержке авиации и танков на направлении Карловац — Слунь — Бихач — Босански-Петровац. Остальные продвигались на вспомогательном направлении Писаровина — Вргинмост — Цетинград. Действия лыжников, кавалерийского и моторизованных подразделений дивизии первоначально захватили врасплох растянутые передовые позиции 8-й Кордунской дивизии. Вместе с тем подошедшие подкрепления не дали немцам прорвать партизанскую оборону и быстро овладеть Бихачем. ВШ НОАЮ придавал большое значение направлению Карловац — Бихач, поэтому перевёл сюда 6-ю и 14-ю Приморско-Горанские бригады.
7-я Банийская дивизия первые пять дней успешно отражала удары 369-й пехотной дивизии на Шамарице (возвышенность Зринска-Горы). Тем временем 7-я дивизия СС отбросила части 8-й Кордунской дивизии и прибывших ей на помощь приморско-горанских бригад и заняла город Слунь. 24 февраля ВШ НОАЮ приказал 7-й дивизии оставить 16-ю бригаду в качестве заслона на направлении Велика-Кладуша — Врнограч и силами остальных бригад и приданных подразделений, расположенных к северу от реки Уна, нанести удар по колонне 7-й дивизии СС в районе Велика-Кладуши и Печиграда. Совершив 24-часовый непрерывный марш, 7-я Банийская дивизия прибыла на место назначения и без отдыха включилась в борьбу. Однако здесь она сама оказалась перед угрозой окружения, так как войска дивизии «Принц Евгений» 26 февраля перешли на правый берег реки Кораны и стали заходить ей в тыл. Чтобы избежать окружения, ВШ принял решение срочно перебросить банийцев в ночь с 28 на 29 января на правый берег Уны с задачей блокировать направление Бихач — Босански-Петровац. Совершив ночной переход, дивизия наутро вступила в бой на подступах к Бихачу, но не смогла сдержать натиск немцев и в ночь с 29 на 30 января оставила город.
На вспомогательном направлении подразделения 7-й дивизии СС «прочесали» горный массив Петрова-Гора и без боя заняли 27 февраля город Велика-Кладуша.
717-я пехотная дивизия наступала на направлении Сански-Мост — Босански-Петровац и в период с 20 до 25 января большей частью сил форсировала реку Сану к востоку от Сански-Моста. Её 737-й полк продвигался через Грмеч на направлении Сански-Мост — Бенаковац, но был остановлен контрударом 6-й бригады 4-й дивизии. Пытаясь исправить положение и изменив направление атаки, части 737-го полка при поддержке 202-го танкового батальона и авиации смогли прорваться к селу Бенаковац, но в результате контратаки 4-й Краинской дивизии один из немецких батальонов попал в окружение и избежал более тяжёлых последствий благодаря переброске боеприпасов и продуктов по воздуху. Как результат, 717-я пехотная дивизия не смогла совершить планируемый прорыв к Врточе навстречу дивизии СС «Принц Евгений».
369-я пехотная дивизия, продвигаясь с севера через Приедор к Босански-Петровацу на соединение с левым флангом 7-й дивизии СС, вышла 29 января на реку Уну на участке между Босанска-Крупа и селом Отока.
Наступление трёх боевых групп итальянских дивизий велось на направлениях Огулин — Слунь («Ломбардия»), Госпич — Босански-Петровац («Ре») и Грачац — Кулен-Вакуф — Врточе («Сассари»). Им противостояли 6-я Ликская дивизия, группа приморско-горанских бригад и Ликский партизанский отряд. В первые пять дней итальянцам удалось пройти всего несколько километров. Дивизия «Ломбардия» вышла на линию сёл Примишле — Плашки, поскольку приморско-горанские бригады были переброшены на направление наступления 7-й дивизии СС. После этого фронт против итальянцев, длиной около 70 км, обороняли 6-я Ликская дивизия и Ликский партизанский отряд. Маневрируя силами, нанося удары из засад и ночные атаки во фланги и тылы противника, личане задержали продвижение итальянских боевых групп. 26 января дивизия «Сассари» овладела населённым пунктом Брувно, однако в дальнейшем увязла в тяжёлых боях за село Кулен-Вакуф.
В результате 10 дней наступления 7-я дивизия СС «Принц Евгений» овладела Бихачем, но продвижение 717-й дивизии было минимальным. Часть 737-го полка с 29 по 31 января пребывала в окружении и несла потери. Хотя падение Бихача позволило северной колонне дивизии «Ломбардия» пробиться в Слунь, а дивизия «Ре» после взятия Чудин-Кланца соединилась с частями 7-й дивизии СС, остальные наступающие итальянские колонны дивизии «Сассари», выйдя на подступах к Кулен-Вакуфу к населённым пунктам Бунич и Мазин, нигде не смогли прорвать оборону 6-й Ликской дивизии. До 30 января немецким частям не удалось рассечь партизанскую территорию, а расстояние между 7-й дивизией СС и 717-й пехотной дивизией все ещё составляло около 70 км. Это позволило партизанским соединениям избежать окружения, эвакуировать раненых, укрыть материальные средства и cклады, а также отвести часть гражданского населения с угрожаемой территории. При этом население, остававшееся в зоне боевых действий, оказывало большую помощь партизанским отрядам в переноске раненых, снабжении бойцов, разрушении дорог и других действиях.
На втором этапе операции (1—15 февраля) немецкое командование сосредоточило концентрические наступательные действия на районе горы Грмеч, считавшемся основным очагом партизанского сопротивления после отступления частей НОАЮ из Кордуна и Бании. Штурм Грмеча и его зачистку от партизан проводили 7-я горнопехотная дивизия СС, 369-я и 717-я пехотные дивизии. В результате семидневных боёв с 7-й Банийской, 4-й и 5-й Краинскими дивизиями оккупантам удалось 8 февраля сомкнуть кольцо окружения вокруг Грмеча. К этому времени 7-я и 5-я дивизии, избегая окружения, отступили на юг к Дрвару и на гору Срнетица. В окружении остались 2-я, 5-я и 6-я бригады 4-й Краинской дивизии и около 15 000 беженцев, спасавшихся от фашистского террора. В условиях зимнего холода и голода, после четырёхдневных ожесточённых боёв, бригады 4-й дивизии 11—13 февраля с потерями прорвались из кольца в северном направлении на Подгрмеч. Во время прорыва, по данным Военно-исторического института Белграда, потери составили около 500 человек погибших, раненых и обмороженных бойцов. С дивизией ушла и часть беженцев. В целом, во время операции на Грмече немецкими войсками были убиты около 3370 человек, 1722 человека депортированы, ещё 1256 человек умерли от холода. Завершив зачистку Грмеча, немецкие войска сосредоточились в районе Босански-Петроваца, Ключа и Сански-Моста для отдыха и подготовки к боевым действиям по плану операции «Вайс-2».
Операция «Вайс-1» сопровождалась массовыми погромами гражданского населения, в первую очередь сербов, которые проводились немецкими и усташско-домобранскими войсками в Бании, Кордуне и Боснийской Краине. Особенно выделялась при этом 7-я горнопехотная дивизия СС «Принц Евгений», чья репрессивная практика явно превышала обычные для хорватского театра военных действий карательные меры и осложняла их ограничение, предложенное ранее Глайзе-Хорстенау. Жестокостью по отношению к сербам отметилась также 369-я пехотная дивизия. За время операции, по немецким данным, было убито 6521 «партизан» и захвачено в качестве трофеев 286 винтовок. Число пленных составило 2360 человек, из них 1585 человек были расстреляны, а 775 отправлены в концентрационные лагеря. Итальянскими войсками было убито 2143 человека и захвачено в качестве трофеев 95 винтовок. По заключению историка Занелы Шмид, значительное расхождение в численности убитых и захваченного войсками стран «оси» оружия указывает на наличие среди жертв гражданских лиц из числа населения района операции.
В итоге операции «Вайс-1» была обеспечена временная реоккупация территории «Бихачской республики». Вместе с тем немецким войскам и их союзникам не удалось выполнить задачу по ликвидации основных сил НОАЮ. Наибольшим успехом операции стало окружение 4-й Краинской дивизии на горе Грмеч. Однако и здесь немцы не смогли уничтожить окружённых. Ещё меньшего добились итальянцы. Из-за ожесточённого сопротивления партизан, а также сложных метеорологических условий и труднопроходимой местности, соединение немецких 7-й дивизии СС «Принц Евгений» и 717-й пехотной дивизии с итальянской дивизией «Сассари» состоялось у Ясеноваца лишь через 18 дней, и только через 25 дней у Кулен-Вакуфа. В итоге партизаны отвели свои силы из уготованной им западни и затем собрали их снова для новых сражений. Вместе с тем угроза уничтожения партизанских соединений в результате целенаправленного удара сил стран «оси» оставалась реальностью оперативной обстановки в Боснии и Герцеговине и была очевидна для командования НОАЮ.

## План операции «Вайс-2»
Начало операции «Вайс-2» было назначено на 25 февраля 1943 года. По оперативному замыслу предусматривалось концентрическим наступлением четырёх немецких дивизий окружить и уничтожить соединения НОАЮ во главе с Верховным штабом в районе Дрвар — Босанско-Грахово — Гламоч — Ливно — Бугойно — Яйце — Ключ. Как следует из приказа командующего немецкими войсками в Хорватии генерала Лютерса от 12 февраля 1943 года, основное сопротивление партизан ожидалось на линии Босанско-Грахово — Дрвар — Оштрель — Мрконич-Град — Езеро — Бугойно.
Как и в первой операции, основная задача отводилась дивизиям «Принц Евгений» и 717-й пехотной. Они должны были осуществить охват партизанских соединений, наступая навстречу друг другу по направлениям: 7-я горнопехотная дивизия СС — район Ключ/Дрвар — Босанско-Грахово — Ливно, 717-я пд — район Яйце/Дони-Вакуф — Ливно. 369-й пехотной дивизии надлежало продвигаться из Мрконич-Града на Гламоч, зачищая на своём пути горную местность. Справа от дивизии СС, прикрывая её правый фланг, должны были наступать 4 итальянских батальона 15-й пехотной дивизии «Бергамо». На 718-ю дивизию возлагалась задача прикрытия флангов и тыла 369-й и 717-й пд и зачистки от партизан территории западнее линии Яйце — Дони-Вакуф.
Однако в то время, как главнокомандующий на Юго-Востоке генерал Лёр и командующий итальянской 2-й армией генерал Роботти уточняли в Белграде 8 февраля план операции «Вайс-2», Верховный главнокомандующий НОАЮ Тито на совещании в Дувно в тот же день отдал директивы своим командирам соединений о переходе в контрнаступление, поставившее под вопрос реализацию плана командования союзных войск стран «оси». С учётом изменений оперативной обстановки план немецкого командования в дальнейшем подвергался неоднократной корректировке.

## План ВШ НОАЮ и состав ОГД
Ещё осенью 1942 года Верховный штаб замыслил осуществить весной 1943 года прорыв в Южную Сербию. С этой целью Тито послал в середине ноября 1-ю Пролетарскую и 3-ю Ударную дивизии через Врбас в долину реки Босны, чтобы весной направить их в Восточную Боснию поближе к границам Сербии. 2-я Пролетарская дивизия была переведена в Далмацию, с намерением передислоцировать её затем в долину Неретвы.
Начало операции «Вайс-1» вынудило Верховный штаб форсировать исполнение замысла «весеннего прорыва» в более невыгодной обстановке. 27 января ВШ принял решение предпринять контрнаступление силами ОГД в юго-восточном направлении через среднее течение реки Неретвы с целью создания новых освобождённых территорий и обеспечения эвакуации раненых и центральных органов НОАЮ. Позднее намечалось использовать освобождённый район в качестве плацдарма для продвижения в Сербию. Контрнаступление должно было начаться из района Горни-Вакуф — Вуковско — Ливно. На первом этапе надлежало ликвидировать гарнизоны противника в долине Рамы и среднего течения Неретвы от Ливно и Горни-Вакуфа до Мостара и перевала Иван-Седло. В ходе следующего этапа ОГД должна была развить наступление от Неретвы до Дрины и Пивы. На третьем этапе — выйти на реку Лим. К операции первоначально привлекались 1-я, 2-я Пролетарские и 3-я Ударная дивизии, а позднее 7-я (прибыла из 1-го Боснийского корпуса) и 9-я дивизии. В то же время 1-му Хорватскому и 1-му Боснийскому корпусам ставилась задача содействовать наступлению ОГД и эвакуации раненых упорным сопротивлением в Лике и Боснийской Краине.
Ключевой задачей оперативного замысла являлось овладение городом Кониц, откуда вела дорога в Восточную Герцеговину. Решение этой задачи возлагалось на 3-ю Ударную дивизию. Ей предстояло наступать на направлении Горни-Вакуф — Прозор — Рама — Кониц и открыть путь для выхода ОГД из теснины верхнего течения Неретвы на оперативный простор Невесиня и Калиновика. Фланговые дивизии ОГД должны были быстро и одновременно прикрыть район среднего течения Неретвы со стороны Мостара и Сараева и этим обеспечить условия для ликвидации 3-й Ударной дивизией итальянских гарнизонов в Прозоре и Конице.
2-й Пролетарской дивизии на правом фланге ставилась задача занять населённые пункты Посушье и Имотски, далее наступать долиной реки Дрежанки через село Ракитне в направлении железнодорожной станции Дрежница. Выйдя к Неретве, по возможности форсировать её сходу и блокировать коммуникации между Мостаром и Коницем.
1-й Пролетарской дивизии следовало сосредоточить до 14 февраля две бригады (1-ю Пролетарскую и 3-ю Краинскую) в районе Ждримци — Солакова-Кула, выйти на Иван-Планину, уничтожить все опорные пункты противника на участке Подорашац — Тарчин и, удерживая перевал Иван-Седло, блокировать направление от Сараево к Коницу. 3-я Пролетарская Санджакская бригада должна была прикрывать тылы 3-й Ударной дивизии, удерживая направление от Бугойна и Травника через Горни-Вакуф к Прозору.
7-й Банийской дивизии предстояло совершить переход из района Дрвара к Горни-Вакуфу, сменить здесь 3-ю Пролетарскую Санджакскую бригаду и далее прикрывать подходы к Прозору со стороны Бугойна и Травника.
На втором этапе наступления намечалось продвигаться от Неретвы к Дрине и Пиве и далее в Санджак и Черногорию для последующего прорыва в Сербию. После принятия решения о контрнаступлении командирам 1-й, 2-й и 3-й дивизий были отданы приказы о сосредоточении войск в районе Горни-Вакуф — Дувно — Ливно. В конце январе дивизии приступили к выдвижению в исходный район операции. 7 февраля сосредоточение ОГД на исходных позициях было завершено. В этот же день ВШ приказал «всем партизанским отрядам и бригадам в Славонии, Словении, Сербии, Черногории, Герцеговине и Восточной Боснии» усилить повсеместно удары по противнику. .
По состоянию на середину февраля 1943 года численный состав ОГД был следующим: 1-я Пролетарская дивизия — 4075 человек, 2-я Пролетарская дивизия — 4100 человек, 3-я Ударная дивизия — 4100 человек, 7-я Банийская дивизия — около 3800 человек, 9-я Далматинская дивизия — 2119 человек (пребывала в состоянии формирования до начала марта 1943 года), гаубичный дивизион — около 120 человек и Охранный батальон ВШ — около 250 человек. До конца февраля соединения ОГД пополнялись новоприбывшими бойцами, в основном из Далмации. В начале марта в ОГД влилась 7-я Краинская бригада. После этого численность ОГД составила около 21 000 человек. Вместе с нею на юго-восток перемещался Центральный госпиталь, в котором на то время пребывало 3293 раненых и больных партизан.

## Четники и их планы
Процессы усиления НОАЮ и роста контролируемых ею территорий, происходившие в период осени и до конца 1942 года, ставили под сомнение надежды командования четников на создание коридора между Герцеговиной и Ликой, а затем и Словенией. На рубеже 1942—1943 годов верховное командование четников, дислоцированное в Черногории, решило предпринять «марш в Боснию» при поддержке итальянской стороны с целью окружения и уничтожения партизанской группировки на освобождённой территории силами формирований четников Черногории, Лики, Северной Боснии, Северной Далмации и Герцеговины.
Общий план военных действий против «красной республики» был разработан в начале декабря 1942 года на совещании генерала Михайловича с командирами из Черногории, Герцеговины и Восточной Боснии в Липово. Руководство антипартизанской операцией четников генерал Михайлович возложил на майора Захарие Остоича. 11 декабря в Калиновике был образован передовой штаб верховного командования (так называемый серб. Истакнути део штаба Врховне команде) во главе с Остоичем.
18 февраля 1943 года генерал Дража Михайлович приказал своим командирам перейти в общее наступление против партизанской группировки, по его оценке, разбитой и отступающей из Хорватии и Западной Боснии в долину Неретвы. Захарие Остоичу поручалось закрыть своими войсками на левом берегу Неретвы все направления, ведущие в Герцеговину, и начать наступление имеющимися силами на среднем течении реки. При этом войска командования Восточной Боснии и Герцеговины под руководством Петара Бачовича (около 2800 человек) должны были наступать из района Книна в тыл ОГД на направлении Ливно — Дувно — Ябланица и оттеснить её к Неретве. 25 февраля черногорские четники под командованием Байо Станишича численностью 2200 человек, пребывающие в районе Мостара, получили приказ наступать против 2-й Пролетарской дивизии.
В конце февраля около 12—15 тысяч четников были сосредоточены на берегах Неретвы, на пространстве от Мостара до Коница и далее на юго-восток вокруг городов Калиновик и Невесине, а войска воевод Петара Бачовича и Павле Джуришича продвигались к среднему течению Неретвы.
23 февраля воевода четников в Герцеговине Доброслав Евджевич заключил с немцами соглашение, согласно которому немецкие войска воздерживались от пересечения Неретвы, чтобы избежать возможных столкновений между сторонами. В начале марта Михайлович перебрался из Черногории в Калиновик для обеспечения на месте успешного выполнения операции четников по уничтожению партизан.

## Битва на Неретве

### Характеристика района боевых действий
Местность в бассейне Неретвы, на которой развивалась битва, особенно полоса между Коницем и Мостаром, малопригодна для масштабных боевых действий. Это горные массивы Герцеговинского карста высотой свыше 2000 м над уровнем моря. Район был в то время бедным и малонаселённым. Местное население едва сводило концы с концами, не говоря об обеспечении за его счёт крупных воинских формирований. Сложный рельеф и бездорожье крайне затрудняли перемещение войск и организацию их снабжения, в том числе обеспечение водой. Крутые склоны гор Чврсницы и Чабули с запада, Преня и Вележа с востока спадают к Неретве, создавая почти непреодолимые препятствия для военных действий на направлениях с востока на запад и обратно.

### Этапы боевых действий
Битва на Неретве началась 9 февраля 1943 года наступлением Оперативной группы дивизий и длилась более 40 дней. Югославские военные историки разделяют боевые действия ОГД в этот период на три этапа. Первый этап (9—26 февраля) включает контрудар партизан по итальянским военным гарнизонам в долине рек Рамы и Неретвы, а также бои за перевал Иван-Седло и город Кониц. В ходе второго этапа (27 февраля — 5 марта) происходила перегруппировка ОГД, велись оборонительные бои к северу от Прозора и был нанесён контрудар по противнику на направлении Прозор — Горни-Вакуф. Третий этап (6—22 марта) охватывает форсирование Неретвы и прорыв ОГД в Восточную Герцеговину.

### Первый этап (9—26 февраля 1943 года)
Наступление ОГД разворачивалось на пространстве в 9000 км² из района сосредоточения Горни-Вакуф — Посушье. Силы ОГД были разделены на три наступающие колонны. Центральную колонну составляла 3-я Ударная дивизия, наступавшая на главном направлении Горни-Вакуф — Прозор — Рама — Кониц. Правую образовывала 2-я Пролетарская дивизия, действующая на направлении Ливно — Дувно — Имотски — Посушье — река Дрежница с задачей уничтожить опорные пункты противника между Мостаром и Ябланицей и перерезать все линии коммуникации, ведущие в долину Неретвы. Левая колонна — 1-я Пролетарская дивизия — двигалась на направлении Горни-Вакуф — Солакова-Кула — Брадина — Иван-Седло с задачей ликвидировать узлы сопротивления противника, перерезать линию коммуникации Кониц — Иван-Седло и на перевале Иван-Седло прикрыть левый фланг ОГД от противника, действующего со стороны Сараева. В арьергард ОГД была назначена 7-я Банийская дивизия из состава 1-го Хорватского корпуса. Для этого ей предстояло совершить переход из района Дрвара к Прозору.
На направлении движения ОГД в гарнизонах и опорных пунктах в долине Рамы и Неретвы располагались основные силы итальянской 154-й пехотной дивизии «Мурдже» и небольшие усташско-домобранские формирования. В ночь с 15 на 16 февраля партизаны 3-й Ударной дивизии атаковали Прозор, превращённый итальянцами в хорошо укреплённый опорный пункт, который оборонял 3-й батальон 259-го пехотного полка численностью 641 человек. Первый штурм был отбит. В 23 часа после артподготовки начался второй штурм. К 4 утра 17 февраля остатки гарнизона бежали из города по дороге к селу Рама. У горы Клечка-Стена отступающие итальянцы натолкнулись на засаду 10-й Герцеговинской бригады и были уничтожены. Лишь немногим из солдат прозорского гарнизона удалось уцелеть, почти все остальные погибли. Точные потери 3-й Ударной дивизии при штурме Прозора не установлены. 1-я Далматинская бригада потеряла более 50 человек убитыми и около 100 ранеными. Соразмерные потери, возможно несколько меньшие, понесли 5-я Черногорская и 10-я Герцеговинская бригады. В бою были захвачены значительные трофеи тяжёлого и стрелкового оружия, боеприпасы, продовольствие и медикаменты. Это событие стало на тот момент самым тяжёлым поражением итальянских оккупационных войск в Югославии. Вслед за этим дивизия подавила сопротивление итальянских опорных пунктов в сёлах Рама (около Прозора) и Острожац и к 20 февраля вышла на подступы к Коницу.
Успешно проходило наступление 2-й Пролетарской дивизии, действовавшей на выдвинутом к Мостару правом фланге ОГД. Она заняла Посушье, Имотски, а 15 февраля вышла к Неретве и 16 февраля взяла станцию Дрежница. 22 февраля дивизия после двухдневного штурма, начавшегося в ночь с 20 на 21 февраля, овладела Ябланицей, которую оборонял итальянский гарнизон численностью около 800 человек. Части дивизии находились в 12 км к северу от Мостара и создали угрозу бокситным рудникам в этом районе.
Наступление левофланговой 1-й Пролетарской дивизии с началом операции развивалось не по замыслу ВШ. Из-за задержки с прибытием в район Горни-Вакуфа 7-й Банийской дивизии, плановая смена 3-й Пролетарской Санджакской бригады не состоялась. Это повлекло за собой другие накладки, в результате чего ВШ приказал 15 февраля штабу дивизии отправить к перевалу Иван-Седло и Коницу одну 1-ю Пролетарскую бригаду. С 15 на 16 февраля бригада пробилась на перевал Иван-Седло. Однако вместо того, чтобы развить наступление на Тарчин и разрушить участок железной дороги от Иван-Седла до Коница, её командование, пренебрегая задачей обороны перевала, в период с 19 по 21 февраля по собственной инициативе предприняло безуспешные попытки овладеть городом Кониц силами трёх батальонов, а остальные два батальона отправило на Тарчин. Боевая группа «Аннаккер» отразила в ночь с 20 на 21 февраля нападение «пролетарцев» на Тарчин и сначала отбросила их на перевал Иван-Седло, а затем выбила оттуда. Противник укрепил свои позиции на перевале, удержал открытым проход в Кониц и до 22 февраля усилил его гарнизон. Попытки 1-й дивизии выбить неприятеля с перевала 22—24 февраля не привели к успеху.
7-я Банийская дивизия к началу операции ОГД находилась в районе Босански-Петроваца и возле Кулен-Вакуфа. Её должны были сменить на позициях краинские соединения 1-го Боснийского корпуса. Однако из-за боёв на горе Грмеч выполнить своевременно эту задачу корпус не смог, вследствие чего банийцы задержались с выходом в район Прозора и прибыли туда 21—23 февраля, пробившись через горные массивы с потерями личного состава и материальных средств из-за тяжёлых погодных условий. Приняв на себя функции аръергарда, дивизия приступила к обеспечению защиты ОГД на направлениях: Бугойно — Горни-Вакуф, Купрес — Шуица — Дувно, Купрес — Равно, а также со стороны Травника.
До 20 февраля части трёх дивизий ОГД вышли к Неретве на фронте около 80 км и атаками сходу овладели всеми узлами сопротивления противника, за исключением Коница. В боях с ОГД дивизия «Мурдже» потерпела тяжёлое поражение. Её потери убитыми и пленными составили около 2300 человек. В числе трофеев партизанам достались 10 танков, из которых была сформирована танковая рота верховного штаба. В результате успешного продвижения в указанный период были созданы благоприятные условия для дальнейшего наступления из каньона Неретвы на восток. 20 февраля подразделения 2-й Пролетарской дивизии форсировали Неретву у Ябланицы и захватили плацдарм на левом берегу. Теперь задачей ВШ являлось скорейшее овладение излучиной Неретвы.
В то же время сказались просчёты ВШ НОАЮ в распределении сил на направлениях наступления ОГД. На главное направление отрядили одну 3-ю Ударную дивизию, наступавшую на Кониц двумя бригадами — 5-й Черногорской и 10-й Герцеговинской (1-я Далматинская бригада оставалась в резерве в районе Прозора, закрывая направление Горни-Вакуф — Бугойно). Обе бригады были истощены штурмом Прозора. С такими силами 3-я дивизия вышла 19—20 февраля к Коницу и не смогла овладеть ключевым узлом обороны противника, от чего зависел успех всей операции ОГД. К вышеизложенному добавились ошибки штабов 3-й Ударной и 1-й Пролетарской дивизий при организации штурма Коница и вынужденное ожидание до 28 февраля подхода Центрального госпиталя. Всё это не позволило партизанам воспользоваться успехами наступления и дало возможность немцам настигнуть войска ОГД в теснине Рамы и Неретвы. Таким образом ОГД была вынуждена принять сражение в окружении с немецкими, итальянскими и четническими войсками.
Активность партизан Тито — в первую очередь действия 2-й Пролетарской дивизии, угрожавшие бокситодобывающему району западнее Мостара, — вызвала серьёзную озабоченность германского командования. Уже 13 февраля в дневнике боевых действий ОКВ были зарегистрированы первые результаты действий партизан на подступах к Мостару. Обращения немецкого командования к итальянскому Генеральному штабу с просьбой дать указание 6-му армейскому корпусу отразить надвигавшуюся опасность были отклонены со ссылкой на недостаток сил.
Угроза району добычи бокситов вынудила немецкую сторону внести изменения в план операции «Вайс-2». Отведя часть войск из операционной зоны 718-й дивизии между Яйцем, Дони-Вакуфом и селом Янь, командование сформировало две боевые полковые группы (БГ) для наступления в рамках операции «Мостар» (нем. Unternehmen «Mostar») из районов Бугойна (БГ «Фогель») и Сараева (БГ «Аннаккер») на Ябланицу и Кониц. 22 февраля Гитлер издал приказ об обеспечении безопасности бокситодобывающего района Мостара силами немецких войск. По информации историка Клауса Шмидера, заместитель начальника штаба оперативного руководства ОКВ Вальтер Варлимонт в беседе с посланником Карлом Шнурре сообщил, что до стабилизации ситуации в бокситодобывающем районе стратегическое планирование операций в Восточной и Западной Боснии пришлось отложить. Таким образом, ещё до выхода в исходные районы соединений, задействованных в операции «Вайс-2», её успех был поставлен под вопрос.
21 февраля началось выдвижение в направлении Ябланицы и Коница боевой группы «Фогель» в составе 738-го пехотного полка (без одного батальона) и 5-й горнопехотной усташской бригады, усиленных артиллерией и танками 202-го танкового батальона, а также боевой группы «Аннаккер» в составе 750-го пехотного полка (без одного батальона), двух батальонов 7-го домобранского полка, одного батальона усташей и двух артиллерийских батарей.
23 февраля генерал Лютерс обратился к главнокомандующему на Юго-Востоке генералу Лёру с просьбой отменить операцию «Вайс-2», так как перемещение войск ОГД на юго-восток к тому времени сделало невозможным предусмотренный планом фланговый охват партизанской группировки. Ходатайство было отклонено, а в план операции были внесены изменения. Теперь она должна была проводиться параллельно с операцией «Мостар». С учётом корректировки, направление наступления 7-й дивизии СС и 369-й пехотной дивизии осталось тем же, но от прочёсывания территории было решено отказаться. 717-я дивизия должна была достичь Горни-Вакуфа и затем повернуть на восток для соединения с правым флангом БГ «Фогель». Боевые действия по плану «Вайс-2» начались 25 февраля на направлении города Ливно. Немецким 7-й, 369-й и 717-й дивизиям на этом участке, а также на направлениях к Дувно и Гламочу противостояли части 1-го Боснийского корпуса. Днём позже последовало официальное объединение двух операций в одну — «Вайс-Мостар» (нем. Unternehmen «Weiß—Mostar»).
С началом операций «Вайс-2» и «Мостар» оперативная обстановка изменилась не в пользу ОГД. Её части увязли в боях за Кониц, удерживаемый итальянцами и четниками. Немецкая боевая группа «Аннаккер» овладела линией коммуникации Пазарич — Иван-Седло — Кониц и 26 февраля взяла под свой контроль итальянский гарнизон Коница. Из Бугойна наступала боевая группа «Фогель». Верховный штаб в любой момент ожидал выход в район Прозора, в тыл ОГД, войск 7-й дивизии СС и хорватской 369-й пехотной дивизии. В долине Неретвы и на её левом берегу находилось около пяти тысяч итальянских солдат 6-го армейского копуса, а также тысячи четников. Действия ОГД сковывал Центральный госпиталь, судьба которого целиком зависела от окружённой партизанской группировки. В такой обстановке в конце февраля — начале марта 1943 года в каньоне Неретвы начиналась драматическая битва за спасение раненых.

### Второй этап (27 февраля — 5 марта 1943 года)
В условиях развернувшегося наступления немецких, итальянских, усташско-домобранских и четнических войск Верховный штаб НОАЮ продолжал готовиться к прорыву через Неретву в Восточную Герцеговину. Однако продвижение БГ «Фогель» и 5-й усташской бригады при поддержке авиации и танков вдоль дороги Горни-Вакуф — Прозор создавало непосредственную угрозу Центральному госпиталю. Противник стремился овладеть перевалом на горе Маклен, доминирующей над Прозорской котловиной, и тем самым открыть путь к расположенному у его подножия городу. Бои на прозорском направлении начались 21 февраля после взятия БГ «Фогель» города Горни-Вакуф. В ходе ожесточённых боёв 21—26 февраля 7-я Банийская дивизия, 3-я Краинская и 1-я Далматинская бригады совместными усилиями остановили продвижение немцев и усташей. Однако с подходом немецкой 717-й пехотной дивизии (27 февраля) обстановка здесь стала критической. Немцы вновь угрожали прорывом в долину и к местам расположения раненых в районе Прозора. В связи с этим было принято решение нанести на данном направлении контрудар и после этого перевести войска через Неретву.
Обстановку тех дней характеризует текст приказа И. Броза Тито командованию 7-й Банийской дивизии от 2 марта 1943 года:

За вашей спиной 4000 наших раненых. Враг не должен прорваться в Прозор! Ситуация не позволяет сделать ни шагу назад. Вы должны сражаться до последнего человека. Мы больше не можем обсуждать ваши потери. Когда и если в живых останется последний командир или политкомиссар дивизии, только он может сообщить о том, что произошло.
Оригинальный текст (сербохорв.)Pozadi vas je 4.000 ranjenika naše vojske. Neprijatelj ne smije prodrijeti u Prozor! Situacija je takva da ni koraka ne možete nazad. Morate se boriti do posljednjeg čovjeka na mjestu. O vašim gubicima više ne možemo diskutovati. Kad, i ako, ostane posljednji komandant ili politički komesar divizije, jedan može podnijeti izvještaj o onome što se desilo.

С целью поддержки боевых действий Оперативной группы дивизий ВШ НОАЮ 28 февраля приказал 1-му Боснийскому корпусу «любой ценой» удержать позиции около Дрвара. Главному штабу народно-освободительной армии и партизанских отрядов Хорватии было дано указание оказать помощь 1-му Боснийскому корпусу силами «по крайней мере двух бригад», чтобы он как можно дольше задержал 7-ю горнопехотную дивизию СС и 369-ю пд, наступавшие на Ливно. Восточно-Боснийским соединениям был отдан приказ пробиться в район горы Игман и нанести удар в тыл 718-й дивизии. В то же время 28 марта Тито отвёл свои подразделения с левого берега Неретвы и отдал приказ взорвать 5 мостов между Ябланицей и Коницем, объяснив это решение военной хитростью с целью убедить противника в том, что партизаны намерены прорываться на другом направлении. Таким образом, по оценке Клауса Шмидера, к созданному противником кольцу окружения добавилось ещё и природное препятствие. Критическое положение, в которое Тито поставил партизанскую группировку своим поспешным решением, теперь надо было компенсировать вынужденными мерами на поле сражения. К счастью для партизан, в начале марта большая часть сил противника занимала позиции, которые не позволяли нанести решающий удар по ОГД.
Ход операции «Вайс-2» осложняли смещение района предполагаемого окружения на юго-восток из-за успешного продвижения частей ОГД, а также необходимость отвлечения войск на обеспечение безопасности бокситодобывающего района Мостара. Стремясь наверстать время и скорее выйти в район Неретвы, немецкие войска свели прочёсывание местности к минимуму и пренебрегали задачей создания герметичного окружения. 7-я дивизия СС наступала к Мостару, не дожидаясь, пока район операции на направлении к Ливно будет заблокирован 717-й пехотной дивизией. В результате этого между Ливном и Мостаром образовался большой разрыв в кольце окружения. Кроме того сказывались последствия поражения, нанесённого партизанами итальянской дивизии «Мурдже», так как теперь путь ОГД в Герцеговину преграждали на левом берегу Неретвы преимущественно четники, на которых немецкое командование не имело никакого влияния, а итальянское — ограниченное. При таком развитии операции генерал Лютерс спрогнозировал 28 февраля прорыв основных сил Тито в Герцеговину, а части ОГД — на север через участок между позициями боевых групп 718-й пехотной дивизии. Чтобы предотвратить прорыв ОГД, главнокомандующий на Юго-Востоке генерал Лёр отдал 1 марта приказ наступающим на Ябланицу войскам 717-й пд и БГ «Фогель», а также БГ «Аннаккер» как можно скорее замкнуть кольцо окружения на севере и только после этого продолжить движение к Мостару.
В результате очередной корректировки задач соединений, задействованных в операциях «Мостар» и «Вайс-2», на 7-ю дивизию СС была возложена задача обеспечения безопасности бокситового района Мостара (ранее эта задача поручалась 718-й пехотной дивизии). Она вела бои с 1-м Боснийским корпусом, и её участие в наступлении в районе вершины излучины Неретвы, вероятно, теперь не планировалось. 369-й дивизии, овладевшей 3 марта городом Ливно, требовалось ещё несколько дней, чтобы занять позиции на правом фланге 717-й дивизии. Сводная боевая группа итальянцев и четников, продвигавшаяся от Мостара вдоль правого берега Неретвы, представляла для ОГД ограниченную угрозу. В течение нескольких дней марта непосредственно против ОГД, по сути, действовали на северо-востоке БГ «Аннаккер», а на северо-западе — 717-я пд, БГ «Фогель» и 5-я усташская бригада. Группе «Аннаккер» удалось помочь итальянцам, домобранам и четникам, оборонявшимся в Конице, удержать город, но её основным силам пришлось с 1 марта держать оборону на перевале Иван-Седло, предотвращая прорыв партизан на этом направлении. К тому же некоторые немецкие батальоны оказались отрезанными от своих основных сил, поэтому 369-й пехотной дивизии довелось по прибытии 7 марта в район боевых действий заняться в первую очередь их деблокированием.
Однако, согласно послевоенной оценке событий, данной генералом Кочей Поповичем, в момент принятия решения о взрыве мостов на Неретве И. Броз Тито не мог знать расположения войск четников и их намерений, а также того, что немцы не планировали переходить Неретву. В условиях обострения обстановки Верховный штаб НОАЮ сосредоточил у Прозора для нанесения контрудара на направлении Горни-Вакуфа девять из двенадцати бригад из состава 1-й, 2-й и 7-й дивизий. Оборону на направлениях Мостар — Кониц и Кониц — Ябланица остались удерживать три бригады 3-й Ударной дивизии. Новосформированная 9-я Далматинская дивизия действовала в направлении Широки-Бриега. В 3 часа ночи 3 марта Тито отдал приказ о наступлении. Атака у Горни-Вакуфа поддерживалась двумя батареями 100-мм гаубиц, отбитыми у итальянцев в Прозоре, и танковой ротой. Снарядов приказано было не жалеть, так как транспортировать орудия в дальнейшем через труднопроходимую местность каньона Неретвы всё равно не было возможности. В тяжёлых трёхдневных боях в период с 3 по 5 марта (по Шмидеру, 2—4 марта) на северо-западе от Прозора изнурённые голодом и предыдущей борьбой партизаны сбили с позиций сначала боевую группу «Фогель», а затем и 717-ю пехотную дивизию. 5 марта немцы оставили Горни-Вакуф и отступили на север к Бугойну, а в город вошли части 2-й Пролетарской дивизии. Согласно историку Йозо Томашевичу, в результате контрудара немцы были отброшены на 25—30 км. Этот успех временно устранил угрозу Центральному госпиталю в Прозорской котловине, дал возможность выиграть время для перемещения раненых и больных к Ябланице и ослабил натиск со стороны противника.

### Третий этап (6—22 марта 1943 года)
Несмотря на успех в районе Горни-Вакуфа, угроза уничтожения ОГД не миновала. По состоянию на 5 марта боевая группа «Аннаккер» 718-й пехотной дивизии пробилась со стороны Коница на левый берег реки Неретвицы. Войска четников Остоича занимали излучину Неретвы по её левому берегу. Части 7-й дивизии СС прибыли в Ливно. 369-я пехотная дивизия вышла на линию Шуица — Купрес. 717-я пд, БГ «Фогель» и 5-я усташская бригада были готовы перейти в наступление из Бугойна. С востока и юга к Ябланице наступали итальянцы и четники, достигшие линии Караула — долина реки Дрежанки — Широки-Бриег. Общая численность войск противника вокруг ОГД составляла около 80 000 человек, в том числе немецких — около 55 000 человек, итальянских — около 5000 человек, усташей и домобран — около 800 человек и до 20 000 четников. Оборону на излучине Неретвы и предотвращение возможного выхода противника в тыл основных сил ОГД обеспечивали только 2-я Далматинская, 5-я Черногорская и 10-я Герцеговинская бригады 3-й Ударной дивизии.
5 марта ВШ поставил задачи каждой из вверенных дивизий и начал перегруппировку сил для последующего перехода через Неретву. Чтобы перехватить инициативу у противника, ОГД надо было решить ряд сложных задач:
- форсировать сходу реку, мосты на которой были разрушены, а средств для переправы не было;
- захватить, расширить и углубить плацдарм на левом берегу Неретвы для обеспечения переброски войск и раненых;
- отбросить противника на флангах в направлении Коница и Мостара;
- силами авангарда защитить главные силы ОГД в течение времени, необходимого для переправы нескольких тысяч раненых через Неретву. Эти задачи должны были решать подразделения, поредевшие и измотанные в месячных боях[2].

2-й Пролетарской дивизии, усиленной 1-й Пролетарской бригадой, предстояло форсировать Неретву возле Ябланицы, разбить четников и обеспечить переход через реку остальных сил и раненых. После этого дивизии надлежало наступать в направлении озеро Борачко — Главатичево — Калиновик.
На 3-ю Ударную дивизию возлагалась задача отбросить 718-ю пехотную дивизию с Неретвицы в направлении Коница, преодолеть Неретву в районе Острожаца и прикрывать левый фланг ОГД со стороны Коница.
7-й Банийской дивизии с приданной 10-й Герцеговинской бригадой ставилась задача переправиться через Неретву и расширить плацдарм около Ябланицы, наступая по левому берегу к селу Глогошница. Далее дивизия должна была пробиваться через Прень к Невесине и обеспечивать правый фланг ОГД. 9-я Далматинская дивизия в районе горы Чврсница прикрывала подходы к Ябланице с юго-востока и юга. 1-я Пролетарская дивизия, усиленная 7-й Краинской бригадой и 3-м батальоном 9-й Краинской бригады, выполняла роль арьергарда. Она прикрывала направления Бугойно — Прозор и Купрес — Шуица — Равно — Прозор до завершения переправы войск и раненых через Неретву.
В ночь с 6 на 7 марта подразделения 2-й Далматинской бригады перешли по разрушенному железнодорожному мосту около Ябланицы на левый берег Неретвы и внезапной атакой захватили плацдарм. В течение ночи на левый берег переправились по три батальона 2-й Далматинской и 2-й Пролетарской бригад, которые подавили сопротивление четников и к ночи расширили плацдарм на глубину до 8 км. 7 марта сапёрная рота ВШ рядом с разрушенным мостом навела временную пешеходную переправу. 8 марта 2-я Пролетарская дивизия очистила от четников излучину Неретвы и расширила плацдарм.
Расчёт итальянского командования на то, что четники смогут предотвратить прорыв партизан в Восточную Герцеговину, не оправдался. 2-я Пролетарская дивизия с боями пробилась в район села Борци и озера Борачко. Хотя БГ «Аннаккер» действовала всего в нескольких километрах от переправы, помешать эвакуации сил ОГД на плацдарм она не смогла. 3-я Ударная дивизия 7 марта атаковала подразделения 718-й дивизии на Неретвице и с боями оттеснила их к Коницу. После этого войска дивизии перебрались через Неретву и прочно блокировали направление Кониц — Ябланица.
8 марта на левый берег переправилась 7-я Банийская дивизия, задержавшаяся некоторое время в боях у Глогошницы. Затем дивизия продолжила наступление на правом фланге ОГД. 9-я Далматинская дивизия вышла в район Ябланицы и двумя бригадами (3-й и 4-й) держала оборону плацдарма на горе Плаш с юга и запада. Её 5-я бригада осталась около Врат прикрывать направление озеро Блане — Дуго-Поле — село Доляни. После перехода Неретвы дивизии была поручена переноска раненых и больных. При этом она понесла тяжёлые потери от ударов авиации. Колонны дивизии с ранеными при ясной погоде представляли на фоне зимней местности лёгкую цель для вражеских бомбардировщиков.
Пока ОГД вместе с ранеными переправлялась через Неретву, 1-я Пролетарская дивизия вела ожесточённые бои к северу и западу от Прозора против превосходящих сил противника. 7 марта немцы перешли здесь в наступление и 10 марта овладели Прозором. Пролетарская дивизия сдерживала натиск 717-й и 369-й пехотных дивизий до 14 марта, пока не переправились все войска ОГД. 15 марта арьергард дивизии также перешёл на левобережный плацдарм. Выход ОГД из окружения на Неретве был завершён. Переход через Неретву по временной переправе, а также дальнейшее продвижение по укрытым глубоким снегом тропам горного массива Прень делали невозможной транспортировку тяжёлого вооружения, техники и имущества ОГД, поэтому всё, что нельзя было забрать с собой, партизаны уничтожили или сбросили в реку. 17 марта немцы вошли в Ябланицу. К этому времени 7-я дивизия СС вышла 15/16 марта в район города Широки-Бриег, 369-я пехотная дивизия — в долину правого притока Неретвы, реки Долянки. 717-я и 718-я пехотные дивизии заняли линию Прозор — Острожац — Кониц.
После ухода ОГД на левый берег Неретвы в немецких штабах не предпринимали попыток преследования главной партизанской группировки и даже не обсуждали возможность этого. Как отмечает Клаус Шмидер, на совещании 16 марта у командующего немецкими войсками в Хорватии только «прозвучало опасение, что итальянцы вновь вытеснят на север Тито, вторгшегося в их зону ответственности».
Анализируя причины пассивности немецкого командования в этот период, военный историк Клаус Шмидер отмечает: «Даже учитывая задержку, с которой войска стран „оси“ обнаружили этот прорыв, было бы достаточно переброски частей дивизии „Принц Евгений“ через Неретву и их последующего наступления на северо-восток, чтобы успеть преградить для Тито дорогу на юг. Тот факт, что эта возможность — как можно понять — не обсуждалась ни у главнокомандующего на Юго-Востоке, ни у командующего немецкими войсками в Хорватии, не в последнюю очередь объясняется тем, что Роботти в эти дни снова ясно дал понять своим союзникам о нежелательности их присутствия в Герцеговине».
Помимо напряжённых отношений между союзниками, согласно аргументации Шмидера, ещё одной причиной могло быть недоверие генерала Лёра к четникам. Командующий на Юго-Востоке опасался, что немецкое вторжение в регион, контролируемый войсками Михайловича, подтолкнёт их к сотрудничеству с коммунистами. В дополнение к вышеизложенному, из двух приоритетных целей операции «Вайс-Мостар» по крайней мере одна была достигнута. Наступление на Мостар обеспечило долговременную защиту бокситодобывающего района. Схожим было видение ситуации и в штабе командующего немецкими войсками в Хорватии генерала Лютерса. Свою оценку историк заключает словами: «Если учесть, что Тито бежал в район, который всего через месяц станет целью следующей крупной немецкой операции, то можно понять, почему Лютерс и Лёр могли временно довольствоваться вытеснением противника (в итальянскую зону ответственности)».
Переправившись на левый берег Неретвы, ОГД пребывала в тяжёлом положении. Войска, а также около трёх тысяч раненых и около тысячи больных тифом партизан были сосредоточены на покрытых снегом скалистых горных склонах Преня в полосе длиной около 30 км и шириной до 10 км. Возможности манёвра для ОГД были ограничены. Она постоянно подвергалась ударам авиации противника. Чтобы быстрее преодолеть эту полосу неблагоприятной местности, требовалось пробиться в район Главатичева, откуда открывалась перспектива действий на нескольких направлениях. 14—15 марта 2-я Пролетарская дивизия прорвала оборону четников у Чичева и вышла к Главатичеву. Этим были созданы условия дальнейшего продвижения ОГД основными силами к Калиновику и правым флангом к Невесине. Разбив части четников в ожесточённых боях около Главатичева, Невесиня, Крстача и Улога, ОГД пробилась 22 марта на Калиновикское плоскогорье и 23 марта овладела городом Калиновик. По оценке историка Младенко Цолича, на линии Невесине — Улог — Калиновик партизаны победоносно завершили битву на Неретве.

## Мартовские переговоры
В ходе заключительного этапа Битвы на Неретве югославская сторона инициировала переговоры между представителями ВШ НОАЮ и немецким командованием, словами историка Томашевича, «по жизненно важному вопросу о взаимном применении норм международного военного права, прежде всего в отношении обращения с пленными, их взаимном обмене и др.»
Через курьера немецкой стороне было доставлено письмо захваченного 4 марта 1943 года в плен майора 718-й пехотной дивизии Артура Штреккера, содержавшее предложение партизанского командования о переговорах. 11 марта делегация ВШ в составе Владимира Велебита, Милована Джиласа и Кочи Поповича прибыла на командный пункт 717-й пехотной дивизии в городе Горни-Вакуф, встретилась с её командиром генерал-майором Бенигнусом Диппольдом и передала предложения Тито. В тот же день об инициативе ВШ НОАЮ были проинформированы генерал Лютерс, представитель вермахта в Хорватии генерал Эдмунд Гляйзе-Хорстенау и главнокомандующий на Юго-Востоке генерал Лёр. Соответственно предложения партизан были доведены до сведения посланника Германии в НГХ Зигфрида Каше.
По оценке Клауса Шмидера: «Хотя на этот раз предлагались переговоры не только об обмене пленными, но и о перемирии, эта инициатива не была определена надеждой ускользнуть из окружения на Неретве путём переговоров. Скорее Тито намекал своему немецкому противнику о намерении продолжить преследование четников в глубь Восточной Герцеговины и ожидал от прекращения огня шанс выиграть время, чтобы без помех противостоять своему сербскому врагу по гражданской войне в этом регионе и в Черногории».
Переговоры длились до апреля 1943 года и сопровождались обменом военнопленными и неофициальным прекращением огня. Однако в итоге они были прерваны по указанию из Берлина. Эти события не имели решающего влияния на ход военных действий в процессе операции «Вайс-2». По заключению Клауса Шмидера: «Насколько понятно, единственным долговременным результатом так называемых „мартовских переговоров“ было установление связи между сторонами конфликта, которая в последующие два года служила в основном продолжающемуся обмену пленными».

## Последующие события
Овладев Невесинем и Калиновиком, ОГД продолжила боевые действия в соответствии с намерением ВШ прорваться через Косово и Метохию в Сербию, в район рек Топлицы и Ябланицы. К концу марта ОГД достигла линии Дрина — Сутьеска — Гацко. Попытка форсировать Дрину сходу была неуспешной, вместе с тем в боях на Дрине ОГД разбила части четников и подразделения итальянцев из состава дивизии «Тауринензе». После этого ОГД повернула к югу, форсировала Пиву и к 24 апреля вышла в район Шавника, в гористую и бездорожную местность Северной Черногории. Истощённым партизанским дивизиям и раненым бойцам требовался отдых и ОГД получила короткую передышку.
Однако, согласно повествованию историка Миряны Зорич, здесь оперативной группе дивизий ВШ, «зажатой на пространстве между горными массивами Дурмитора, Синяевины, Маглича и Волуяка и глубокими речными каньонами Пивы, Тары, Чехотины, Комарницы и Сутьески, лишённой возможностей для манёвра и обременённой большим количеством лежачих тяжёлораненых, предстояло в скором времени столкнуться с окружением почти в десять раз более многочисленного и сильного противника». В таких условиях, по заключению Зорич, «утомлённая, голодная и поредевшая группировка партизанских дивизий будет вынуждена вместо прорыва на восток, в направлении Санджака, Косово и Метохии и Южной Сербии, вести с середины мая до середины июня 1943 года самые сложные бои за спасение своих соединений и Центрального госпиталя на плоскогорье в треугольнике между Пивой, Тарой и Дурмитором, затем на плато Вучево, в каньоне Сутьески и на Зеленгоре».
В то время, когда ОГД вела наступление в Восточной Герцеговине, войска 1-го Хорватского и 1-го Боснийского корпусов приступили с начала марта к возвращению территорий, утраченных в ходе операции «Вайс-1». В первой половине марта в Боснийской Краине были освобождены города Босански-Петровац, Дрвар, Гламоч, Ключ. В Лике партизаны заняли местность вокруг Грачаца, Зрмани, Ловинаца, Госпича, Врховине, Брлога и Брине. До конца марта оба корпуса контролировали почти всю территорию, занимаемую ими до начала цикла операций «Вайс», а в некоторых областях расширили её.  
После прорыва партизан через Пиву генерал Михайлович отдал приказ укрепить оставшиеся части четников в Черногории и Санджаке двумя корпусами из Сербии, чтобы этими силами дать решающее сражение партизанам на фронте между Никшичем и Биело-Поле на реках Зета и Лим. Сербские корпуса прибыли в район Биело-Поля около 7 мая 1943 года, но битва не состоялась. Реализации намеченного помешало продвижение войск НОАЮ, а также полученное Михайловичем от итальянцев известие о намерениях немцев вступить в Черногорию и взять его в плен. При таких обстоятельствах Михайлович отказался от сражения с партизанами и принял решение вернуться с обоими корпусами в Сербию.

## Итоги битвы на Неретве
В Битве на Неретве главная Оперативная группа дивизий Верховного штаба НОАЮ сорвала планы немецкого и итальянского командования по её уничтожению. Хотя партизанская группировка понесла большие потери, она вырвалась из окружения и в ходе последующих боёв нанесла ряд сокрушительных поражений войскам четников, после которых инициатива в противостоянии этих двух противников по гражданской войне в Югославии целиком перешла к партизанам.
Однако контрнаступление ОГД не привело к последующей реализации стратегических целей Верховного штаба НОАЮ — прорыву в Сербию. После выхода в начале апреля 1943 года в Северную Черногорию, ОГД остановилась в районе, который представлял в географическом отношении преимущества для войск стран «оси». В случае следующей попытки окружения партизанской группировки, выбор вариантов путей отхода для ОГД был ограничен этно-политическими (Албания), географическими (Адриатическое побережье) и военными препятствиями (оккупированная вермахтом Сербия).
Операция «Вайс-2» не обеспечила странам оси выполнения поставленных задач. Немецким, итальянским и усташско-домобранским войскам не удалось уничтожить партизанскую группировку и обеспечить долгосрочную реинтеграцию контролируемых партизанами районов в политическую систему Независимого государства Хорватия. По оценке Клауса Шмидера, соединения НОАЮ были достаточно сильны и многочисленны, а политическое влияние КПЮ в сербских селениях Западной Хорватии было настолько прочным, что ещё до окончания боевых действий контроль партизан был восстановлен в районах, недавно «прочёсанных» войсками генералов Лютерса и Роботти. Соответственно не была ликвидирована угроза, которую НОАЮ составляла для оккупационных сил до начала цикла операций «Вайс».
Вместе с тем результаты объединённой операции «Вайс-Мостар» расценивались в штабе главнокомандующего на Юго-Востоке как удовлетворительные. Партизаны понесли большие потери. Оперативная группа дивизий НОАЮ и центр партизанской активности были вытеснены из германской зоны военной ответственности НГХ в итальянскую. Наступление 7-й дивизии СС «Принц Евгений» и её последующее присутствие вблизи Мостара устранили угрозу району добычи бокситов. Линии коммуникаций в НГХ стали безопаснее. В противоположность этому, итальянцам операция «Вайс-2» не принесла успехов. Наряду с высокими потерями личного состава, утратой части контроля и влияния в НГХ, перемещение ОГД на территорию Черногории превратило эту область в поле сражений, как в начальный период итальянской оккупации в 1941 году.
Сведения о потерях НОАЮ неоднозначны. Историк Велимир Терзич сообщает, что число партизанских жертв за 40 дней Битвы на Неретве составили 4500—5000 человек, не считая беженцев. Согласно данным историка Младенко Цолича, соединения и отряды НОАЮ имели за время «четвертого вражеского наступления» свыше 4000 убитых и раненых. Альтернативные сведения штаба главнокомандующего на Юго-Востоке о потерях НОАЮ приводит Клаус Шмидер. Согласно им, за время операций «Вайс-1» и «Вайс-2» было убито 11 915 партизан и захвачено 47 пулемётов и 589 винтовок. Значительное расхождение в численности убитых и трофейного оружия объясняется как бессудными расстрелами захваченных подозреваемых лиц, так и своевременным сбором партизанами оружия погибших и раненых, что облегчалось в условиях отхода с поля боя крупных формирований (от батальона до дивизии). Эти сведения дополняет историк Йозо Томашевич. По его оценке: «Хотя партизаны избежали уничтожения большей части своих сил и спасли своих больных и раненых, немцы нанесли им в ходе операции „Вайс“ ужасающий урон по числу человеческих жертв. Согласно сообщению от 31 марта генерала Лютерса генералу Вилко Бегичу, государственному секретарю министерства вооружённых сил НГХ, немецкие и хорватские квислинговские вооружённые силы совокупно убили (подсчитанные или оценочные сведения) 11 915 партизан; 616 были расстреляны сразу после пленения, 2506 партизан взяты в плен, из них 775 отправлены в концентрационные лагеря». Историк утверждает, что значительную часть этих жертв составили гражданские лица.
Потери немецких войск в ходе цикла операций «Вайс» составили 2488 человек убитыми, ранеными и пропавшими без вести. По неполным данным, общие потери итальянских войск достигли около 6000 человек. Наибольший урон понесли войска четников, которые до конца войны не оправились от поражения на Неретве. Из 20 тысяч четников осталось примерно 6 тысяч.
Западные и югославские историки отмечают высокие боевые качества, проявленные партизанскими соединениями в ходе битвы на Неретве. В частности, Клаус Шмидер признаёт: «Нет сомнений, что эта „новая“ партизанская армия блестяще выдержала своё испытание операцией „Вайс“ и нанесла ощутимый урон противнику». После сражения на Неретве в среде немецкого командования было впервые отмечено, что партизан «следует рассматривать как плохо оснащённые войска, но не банды».
Йозо Томашевич заключает, что неудачи четников на Неретве и во время последующих военных действий были следствием сочетания ошибок и недостатков: плохого планирования и руководства со стороны Михайловича и его командиров, отсутствия сотрудничества между командирами, чрезмерной самоуверенности и недооценки партизан, а также нерешительности «в борьбе со зрелыми, превосходно управляемыми и — на Неретве — отчаянно решительными партизанскими силами». В Битве на Неретве как никогда ранее стала очевидной распущенность и разобщённость «ватаги» (хорв. gomile) территориальных отрядов Михайловича, желавших защищать только свои ближайшие районы и не хотевших решительно сражаться вдали от дома.
Оценивая последствия Битвы на Неретве, Клаус Шмидер констатирует: «Для Тито прорыв через Неретву явился как политическим, так и военным триумфом. Политическим, потому что благодаря спасению при драматических обстоятельствах большей части лежачих раненых и больных повествование об этой битве как в годы войны, так и после её окончания приняло эпические масштабы и стало краеугольным камнем самооценки партизанского движения. Военным триумфом, потому что войска Тито, состоявшие из пяти дивизий (около 40—50 % основных подразделений НОАЮ) не только избежали почти неминуемого уничтожения, но и к тому же сходу нанесли ряд решающих ударов по четникам в Восточной Герцеговине». Младенко Цолич относит Битву на Неретве к числу решающих операций НОАЮ в ходе народно-освободительной войны.
По заключению сербских историков Предрага Баича и Мирьяны Зорич, поражение четников на заключительном этапе битвы на Неретве и сложившаяся военно-политическая обстановка в Югославии побудили премьер-министра Великобритании Уинстона Черчиля отправить в Верховный штаб НОАЮ военную миссию во главе с капитаном Уильямом Стюартом. В битве на Неретве стал очевидным коллаборационизм четников. Это явилось одной из причин последующей смены политических ориентиров западных союзников в Югославии, что завершилось признанием НОАЮ в качестве союзной армии странами-участниками Тегеранской конференции.
В ходе цикла операций «Вайс» продолжилось раскручивание спирали насилия и произвола со стороны немецких войск, а также ужесточение методов ведения войны, что привело к большому числу жертв среди гражданского населения. Наряду с выявившимися расхождениями в оценке числа убитых и захваченного трофейного оружия, документально установлены случаи расстрела не только пленных партизан, но и женщин, детей и перебежчиков. Так, отчёт от 26 марта 1943 года об операциях «Вайс-2» и «Мостар» содержит сведения о расстреле подразделением 7-й дивизии СС «Принц Евгений» группы беженцев численностью 60 человек. Клаус Шмидер допускает, что в обстановке антипартизанских операций людей расстреливали, потому что командирам так было удобнее — они не хотели утруждать себя расследованиями.
Военные действия войск стран «оси» в ходе цикла операций «Вайс» велись при активной поддержке немецких, итальянских и хорватских ВВС, которые совершили 3345 вылетов, в том числе 70 % боевых, нанеся при этом значительный урон партизанским частям.

## Память
Наряду с битвой на Сутьеске, сражение на Неретве стало ключевым фактором памяти о героизме партизан в период Народно-освободительной войны в Югославии. Впервые события битвы на Неретве были описаны в бюллетене Верховного штаба НОАЮ в апреле 1943 года как «большое вражеское наступление». В том же году в августовском выпуске бюллетеня Тито рассказал о битве на Неретве (четвёртое наступление) в статье «Пятое вражеское наступление». Следующее изложение битвы появилось в марте 1944 года в статье И. Броза Тито «Борьба народов порабощённой Югославии». Трактовки и оценки, представленные в статье, были затем закреплены в качестве официальных. Согласно определениям Тито, это была «величайшая битва за раненых, длившаяся 40 дней», состоявшаяся в «условиях, каких было мало в истории войн».
В память Битвы на Неретве в Югославии был издан в 1965 году трёхтомный сборник работ Neretva. Zbornik radova. Proleterske i udarne divizije u bici na Neretvi. Вступительную часть первого тома написал И. Броз Тито.
Событиям битвы посвящён югославский художественный фильм «Битва на Неретве», ставший самым высокобюджетным в истории югославского кинематографа. Кинокартина номинировалась на премию «Оскар» за лучший фильм на иностранном языке. Автор плаката к фильму — Пабло Пикассо.
В память Битвы на Неретве в 1978 году был открыт мемориальный комплекс в Ябланице. В 2009 году Комиссия по сохранению национальных памятников Боснии и Герцеговины объявила его национальным памятником Боснии и Герцеговины. Центральной частью мемориального комплекса является здание музея, построенное в духе современной архитектуры. Дизайнеры — Бранко Тадич, Здравко Дуньерович и Мустафа Рамич. Самым важным экспонатом мемориального комплекса является разрушенный мост через реку Неретву. Аутентичность мемориального комплекса как исторического места дополняется такими сооружениями, как бункер на левом берегу Неретвы, использовавшийся четниками, а также место сбора раненых партизан с Вечным огнём.
В 1983 году к 40-летней годовщине Битвы на Неретве в СФРЮ была выпущена памятная монета из медно-никелевого сплава номиналом 10 динаров.